# Казанув (гмина)
Казанув (пол. Kazanów) — сельская гмина (волость) в Польше, входит как административная единица в Зволенский повет, Мазовецкое воеводство. Население — 4687 человек (на 30 июня 2005 года).

## Демография
| Перепись                       | Всего   | Всего | Женщины | Женщины | Мужчины | Мужчины |
| ------------------------------ | ------- | ----- | ------- | ------- | ------- | ------- |
| Единицы                        | человек | %     | человек | %       | человек | %       |
| Население                      | 4704    | 100   | 2322    | 49,4    | 2382    | 50,6    |
| Плотность населения (чел./км²) | 49,6    | 49,6  | 24,5    | 24,5    | 25,1    | 25,1    |

## Сельские округа
1. Борув
2. Дембняк
3. Дембница
4. Казанув
5. Копец
6. Ковалькув
7. Ковалькув-Колёня
8. Крочув-Мнейши
9. Крочув-Венкши
10. Мехув
11. Мехув-Колёня
12. Недарчув-Дольны-Весь
13. Недарчув-Дольны-Колёня
14. Недарчув-Гурны-Весь
15. Недарчув-Гурны-Колёня
16. Островница
17. Островница-Колёня
18. Острувка
19. Осухув
20. Ранахув
21. Руда
22. Вулька-Гончарска
23. Закшувек
24. Закшувек-Колёня
25. Добец

## Соседние гмины
1. Гмина Цепелюв
2. Гмина Илжа
3. Гмина Скарышев
4. Гмина Тчув